# Dryadula deleta
Dryadula deleta är en fjärilsart som beskrevs av Hans Ferdinand Emil Julius Stichel 1907. Dryadula deleta ingår i släktet Dryadula och familjen praktfjärilar. Inga underarter finns listade i Catalogue of Life.